# Nimègue
Nimègue (en néerlandais : Nijmegen ; en allemand : Nimwegen) est une ville de 189 007 habitants (en 2024), située dans l'est des Pays-Bas, près de la frontière allemande. Nimègue se trouve au sud-est de la province de Gueldre, à proximité des provinces du Brabant-Septentrional et de Limbourg. Ancien camp romain, c'est une des plus anciennes villes du pays. Nimègue fait également partie de l'eurorégion Rhin-Waal créée en 1973 à cheval sur l'Allemagne et les Pays-Bas.

## Culture et éducation
La ville organise la plus grande manifestation mondiale de marche, la Marche de Quatre Jours de Nimègue, qui a lieu chaque année en juillet.
Elle accueille également une grande course féminine annuelle, la Marikenloop, nommée d'après le personnage principal d'une légende locale, Mariken de Nimègue.
Nimègue est enfin le siège de l'université Radboud.

## Histoire et étymologie

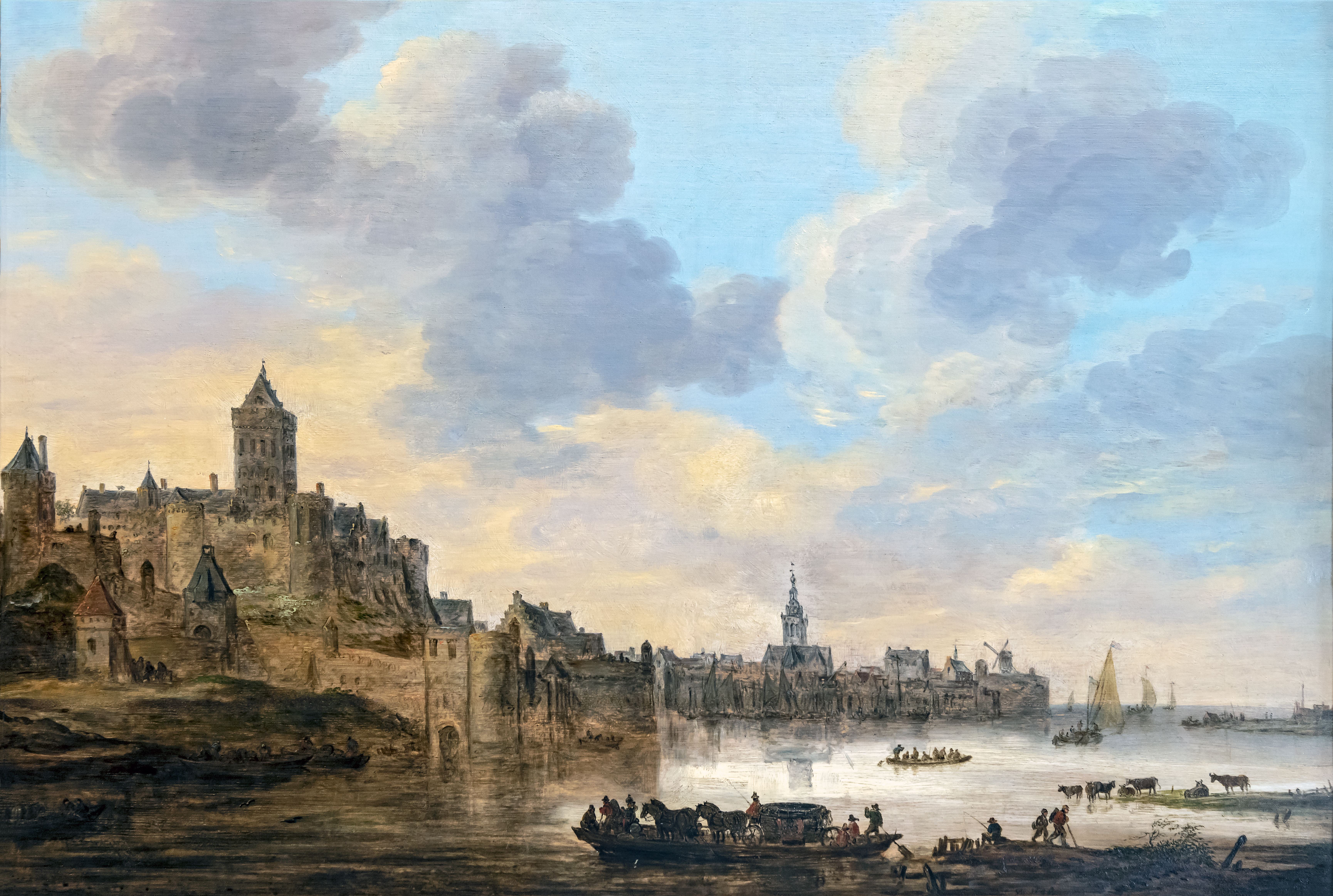
Vue du port de Nimègue, par Jan Van Goyen (1638).

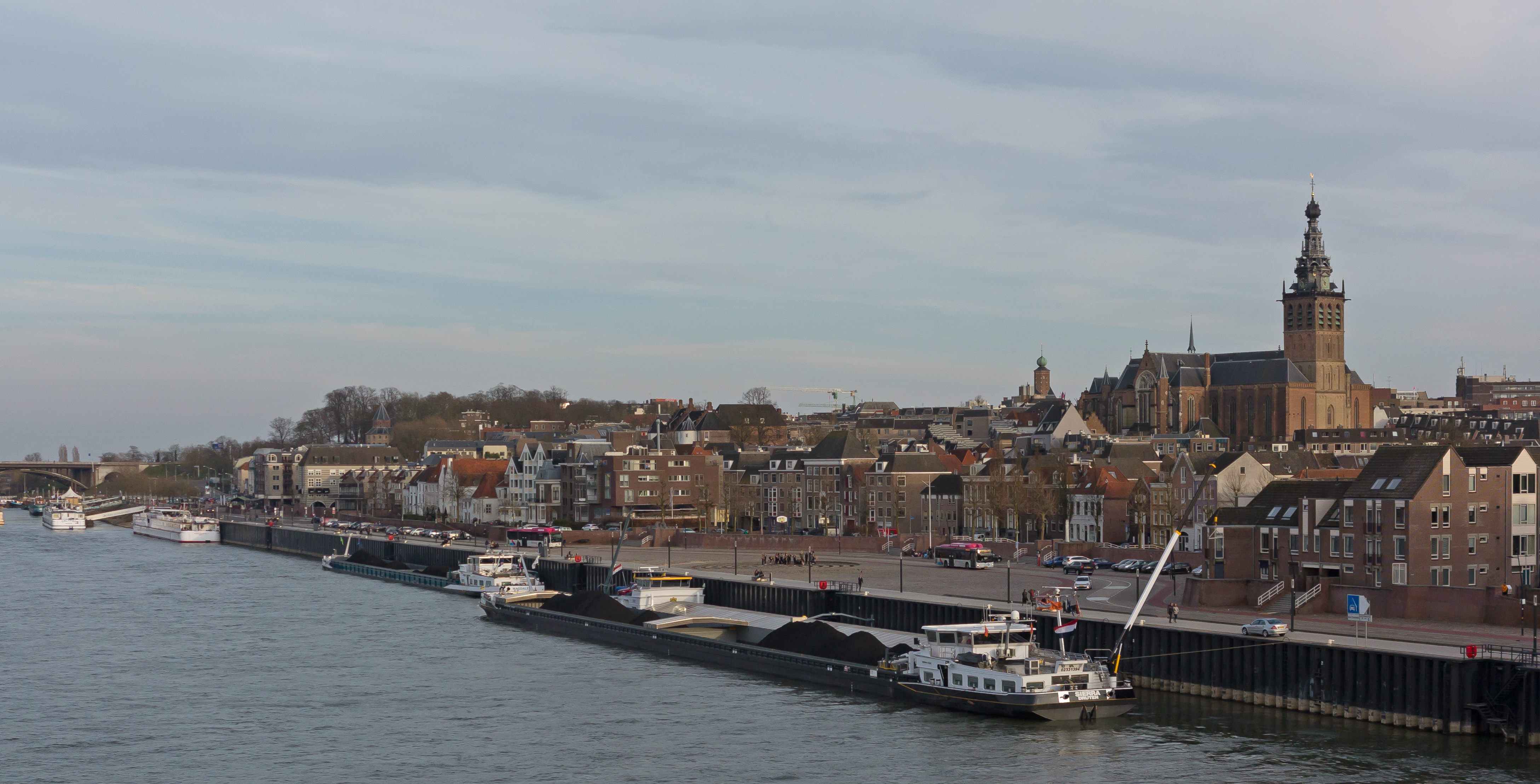
Nimègue, vue sur la ville du pont ferroviaire.

Nimègue tient son nom de Noviomagus, qui signifie « nouveau marché » en langue celtique. De 71 à 103, la ville fut la garnison de la légion X Gemina. Importante au IVe siècle, elle fut agrandie et embellie par Charlemagne, mais ravagée par les Vikings en 881.
Elle devint au XIe siècle ville libre d'Empire, et fut admise dans la Hanse. Elle entra dans l'Union d'Utrecht en 1579.
Pendant la guerre de Quatre-Vingts Ans, la ville est prise en 1589 (en) et 1591 (en). Elle est également prise par les Français en 1672 et 1794 (en).
Plusieurs traités y furent signés qui mirent fin à la guerre de Hollande :
- le 10 août 1678 entre la France et les Provinces-Unies : voir Traité de Nimègue ;
- le 17 septembre 1678 entre la France et l'Espagne ;
- le 5 février 1679 entre la France et le Saint-Empire ;
- le 26 janvier 1679, entre la Suède et le Saint-Empire ;
- le 19 mars 1679 entre la Suède et Münster ;
- le 2 octobre 1679 entre la Suède et les Provinces-Unies.

Durant la Seconde Guerre mondiale, Nimègue est l'une des premières villes néerlandaises à tomber en 1940. 
Le 22 février 1944 (en), elle est bombardée par des avions américains de la 8th Air Force, causant d'importants dégâts dans son centre-ville. Les pilotes américains pensaient bombarder la ville allemande de Clèves. Environ 750 personnes ont été tuées lors de ce bombardement. 

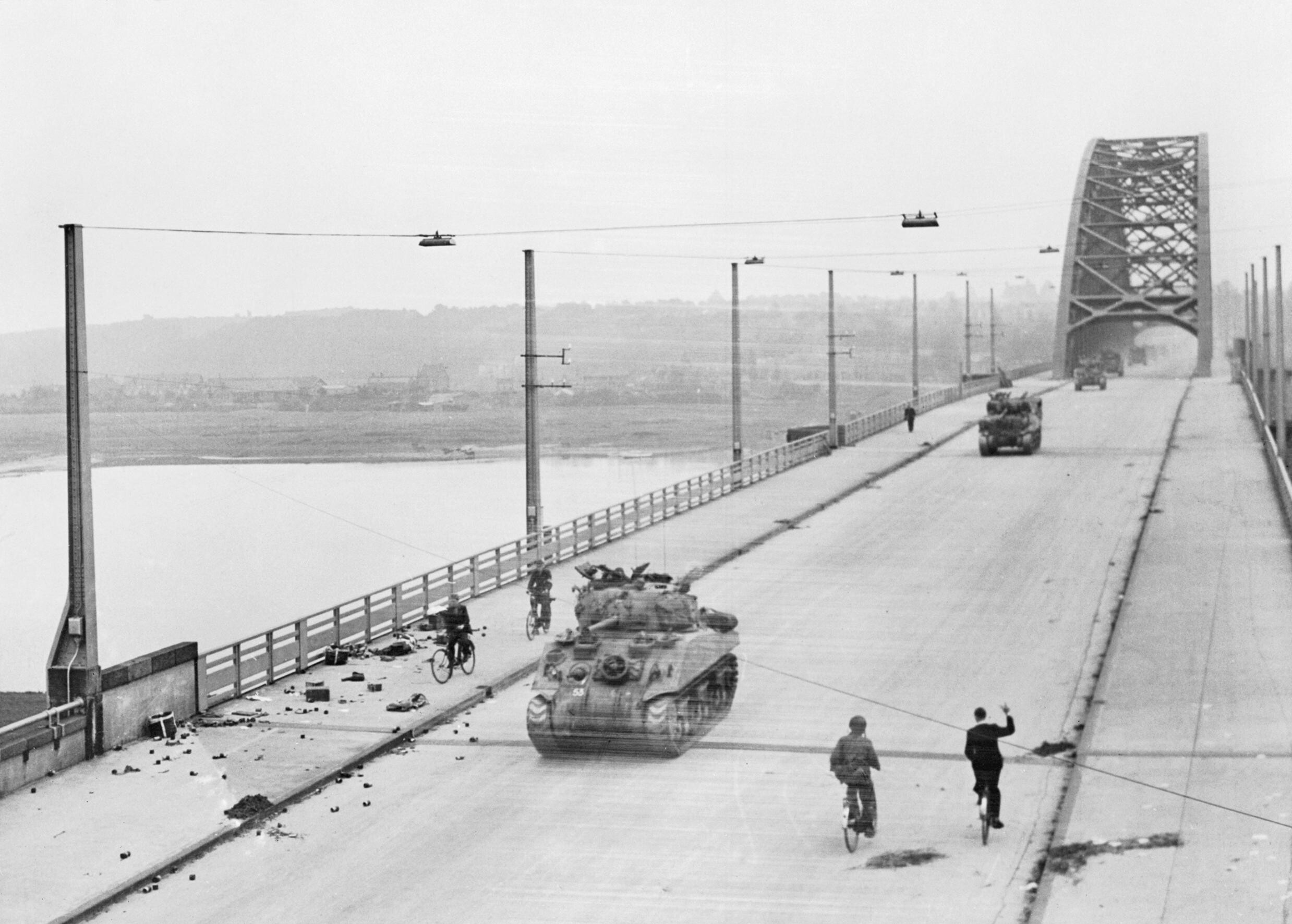
Le XXXe Corps d'armée britannique traverse un des deux ponts de Nimègue le 20 septembre 1944.

En septembre 1944, la prise de contrôle du pont de Nimègue (en) était l'un des objectifs de l'Opération Market Garden.

## Géographie et développement

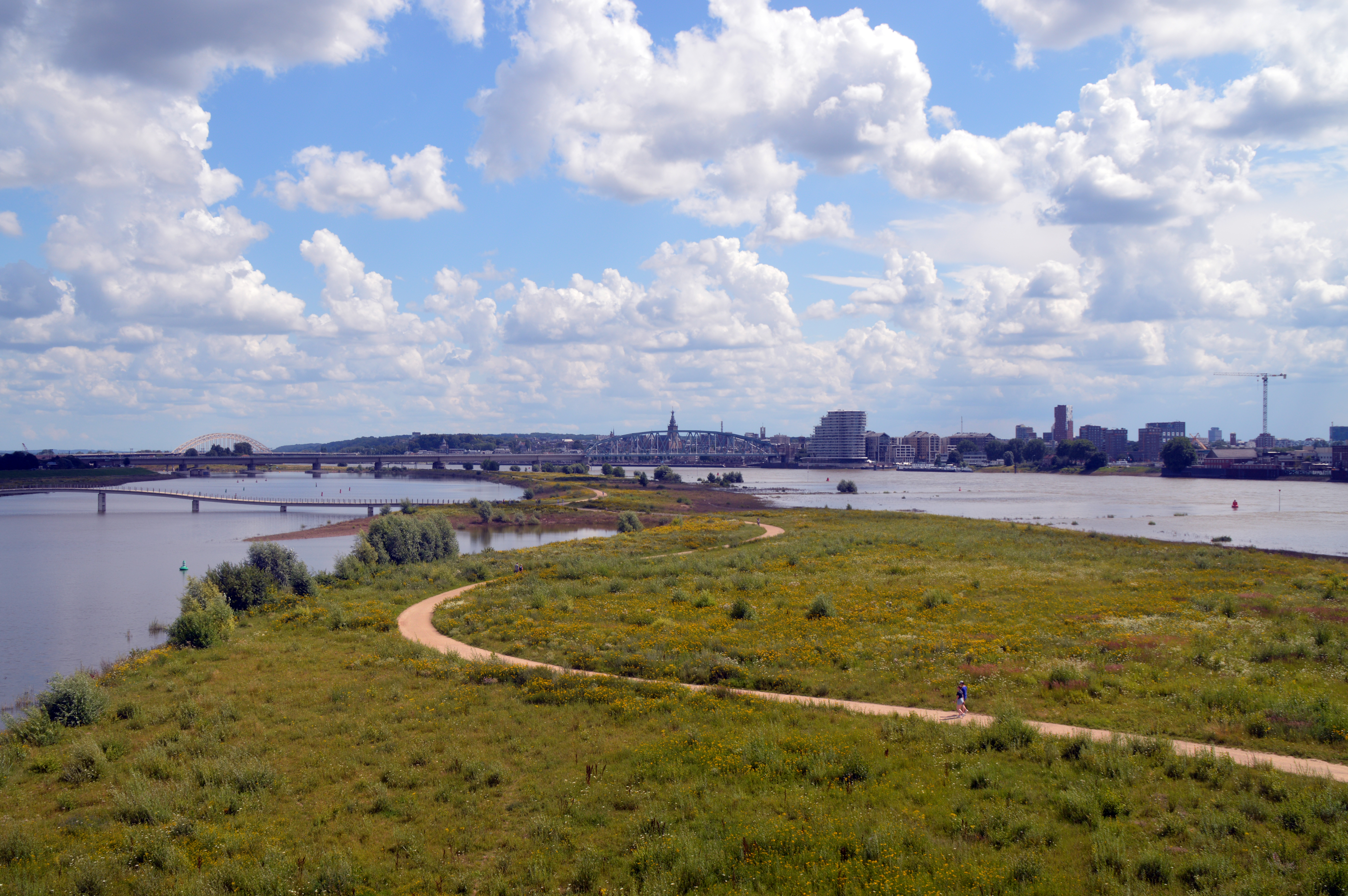
Le Waal, le Spiegelwaal et l'Île nouvelle.

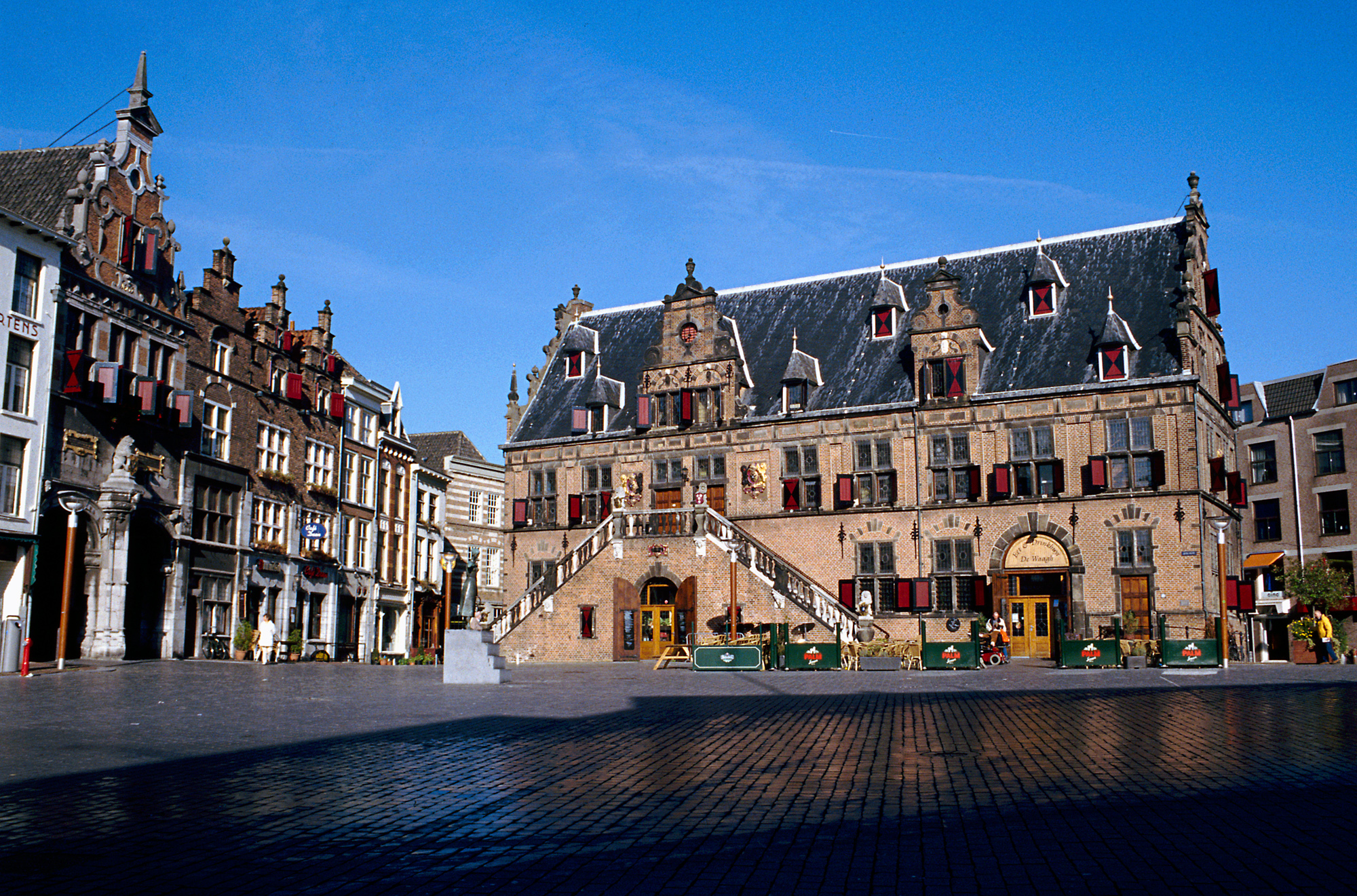
La place centrale de Nimègue, la place du marché.

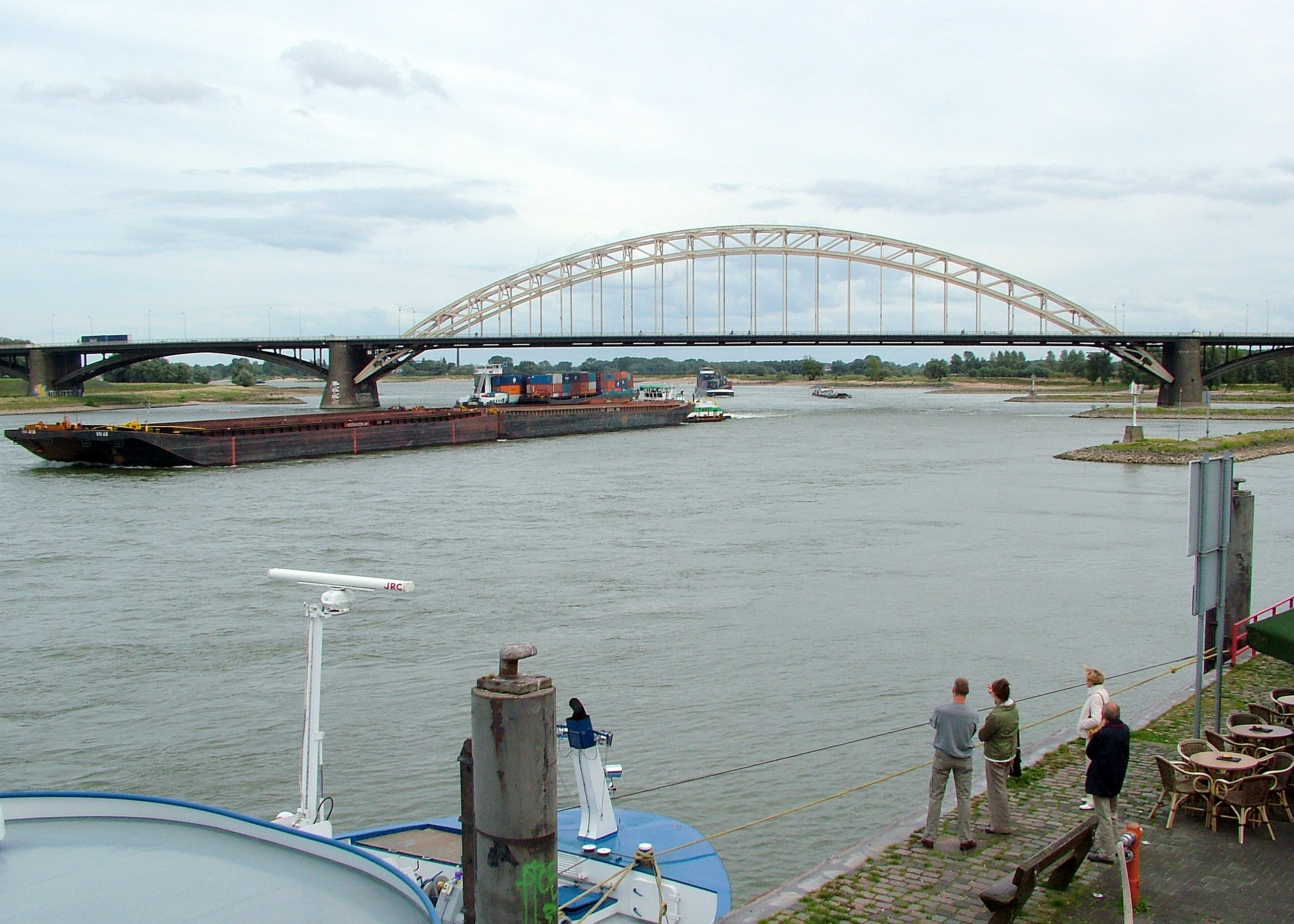
De Waal.

Nimègue se trouve à l'origine sur la rive gauche du Waal et, depuis le creusement du canal de la Meuse au Waal en 1927, à l'est de ce canal.

### Dukenburg-Lindenholt
Le développement indispensable de Nimègue, ville universitaire en croissance, a poussé la commune à créer dans les années 1965-1985, à l'ouest du canal de la Meuse au Waal, des quartiers nouveaux, Dukenburg, hébergeant environ 23 000 habitants, et Lindenholt, hébergeant environ 20 000 habitants.
Pendant la construction de Dukenburg, le petit pont du village de Hatert, datant de 1927, a été remplacé par un nouveau pont et une route d'accès de 4 voies. Deux bars et l'église du village de Hatert ont disparu, entraînant avec eux le cœur du village, aujourd'hui quartier de Nimègue avec environ 10 000 habitants.
L'ancien village de Neerbosch a été coupé en deux par le canal. La partie est de Neerbosch s'est développée dès 1950 pour devenir un quartier de Nimègue et la partie ouest a été intégrée après 1980 dans le nouveau quartier Lindenholt.

### Waalsprong
La dernière expansion de la ville est le projet Waalsprong (Saut du Waal), projet d'un nouveau quartier Nimègue-Nord qui comprendra 11 000 habitations au nord de la rivière Waal. Pour cela, le village de Lent et une partie du village d'Oosterhout, appartenant jusqu'en 1998 à la commune d'Overbetuwe, sont annexés. En même temps, des travaux de sécurisation contre les crues du Waal sont entrepris. Le troisième pont sur le Waal, De Oversteek (La Traversée), est inauguré le 24 novembre 2013 et, doublant la rivière Waal, un nouveau bras de sécurité Spiegelwaal (Waal-Miroir) est creusé et mis en fonction le 28 mars 2016.

### Liste des districts et quartiers de Nimègue
| - Nijmegen-Centrum - Benedenstad - Stadscentrum - Nijmegen-Oost - Bottendaal - Galgenveld - Altrade - Hunnerberg - Hengstdal - Kwakkenberg - Groenewoud - Ooyse Schependom - Nijmegen-Oud-West - Biezen et Waterkwartier - Wolfskuil - Nijmegen-Nieuw-West - Heseveld - Hees - Neerbosch-Oost - Haven- en industrieterrein | - Nijmegen-Midden - Nije Veld et Willemskwartier - Hazenkamp - Goffert - St. Anna - Heijendaal - Nijmegen-Zuid - Hatertse Hei - Grootstal - Hatert - Brakkenstein - Dukenburg - Tolhuis - Zwanenveld - Meijhorst - Lankforst - Aldenhof - Malvert - Weezenhof - Vogelzang - Staddijk | - Lindenholt - 't Acker - De Kamp - 't Broek - Kerkenbos - Westkanaaldijk - Bijsterhuizen - Neerbosch-West - Nijmegen-Noord (Waalsprong) - Oosterhout - Ressen - Lent |

## Sports
- Football : NEC Nimègue, Quick 1888
- Hockey sur gazon : RKHV Union
- Hockey sur glace : Nijmegen Devils

## Galerie

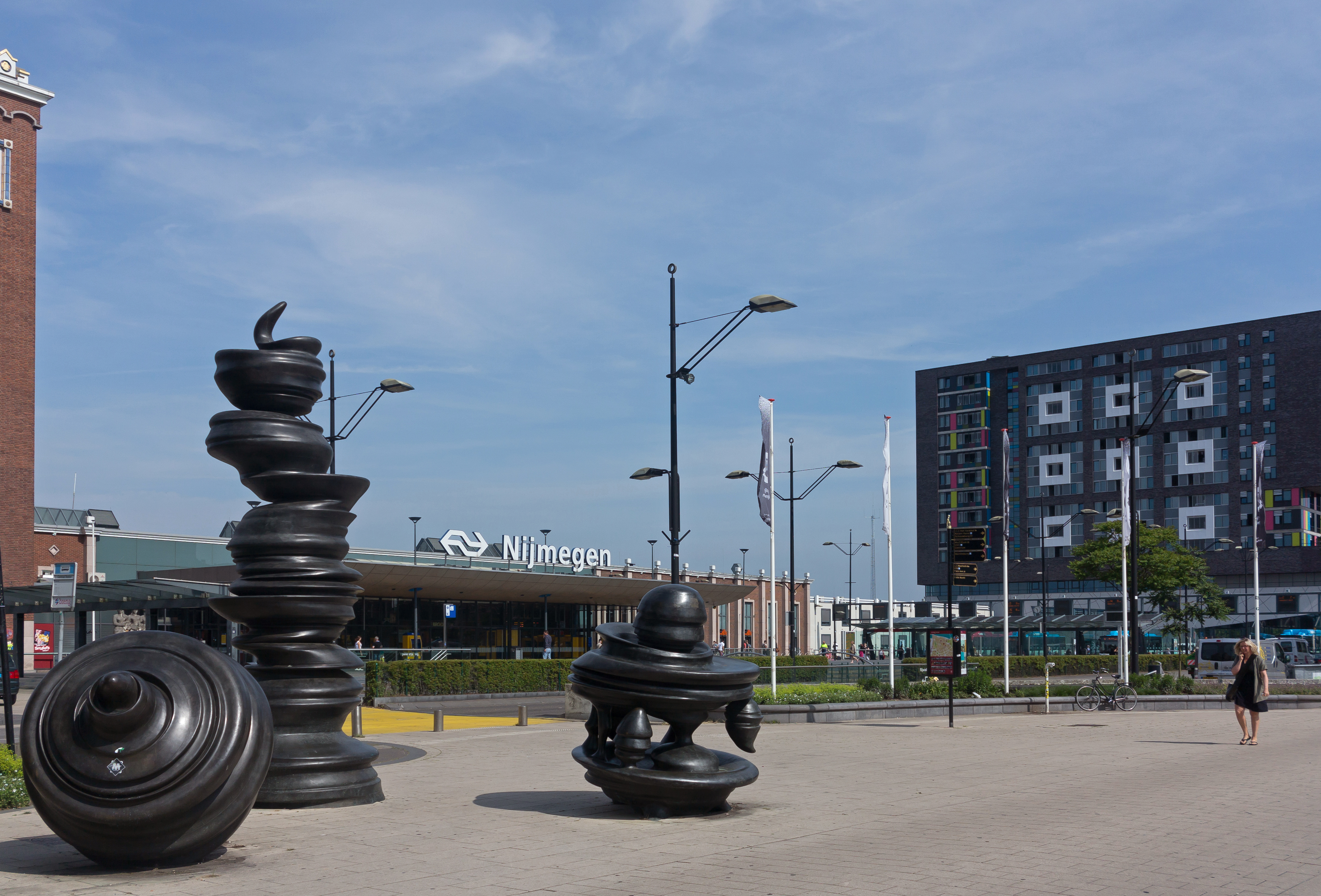
Gare de Nimègue.
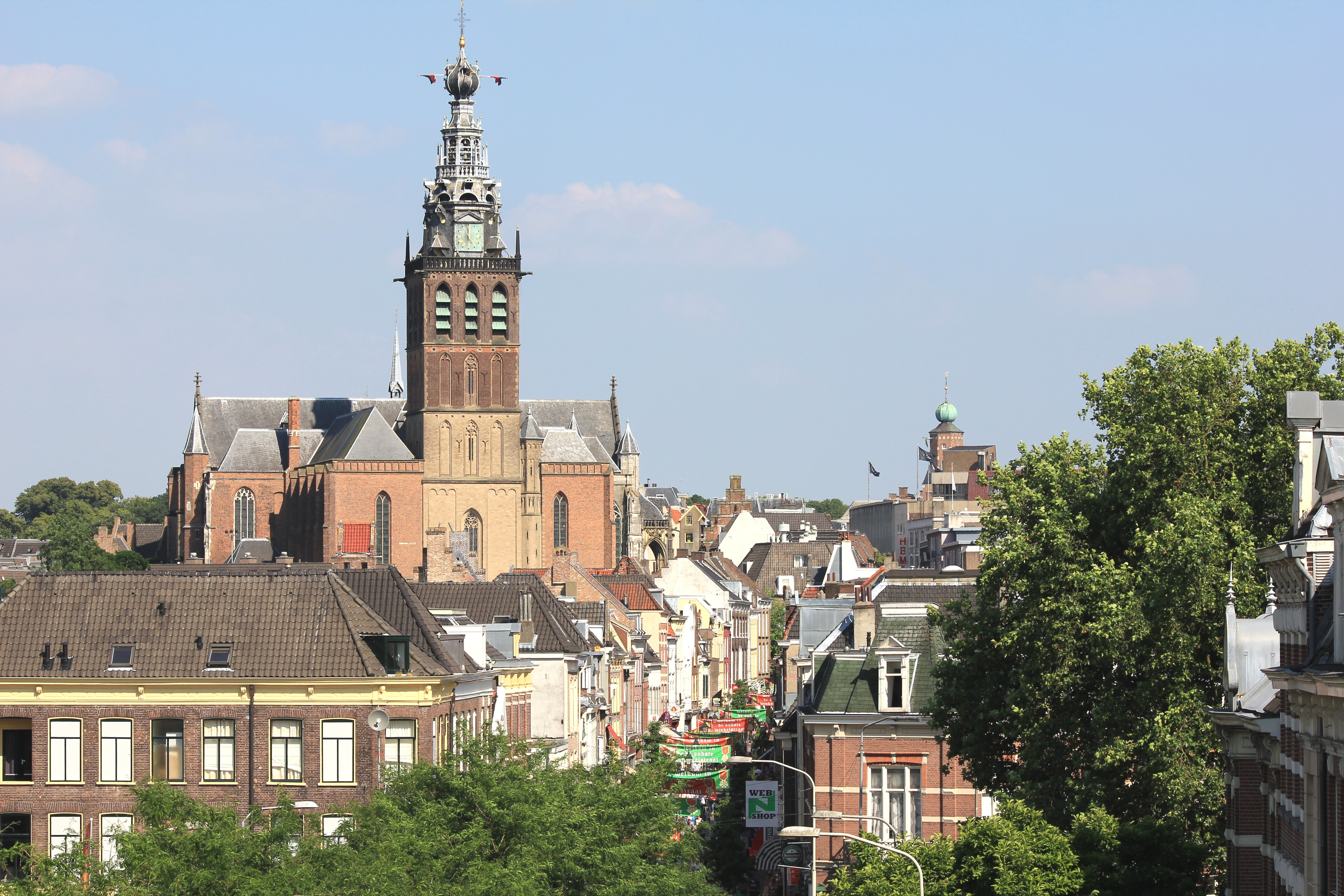
Centre-ville de Nimègue.
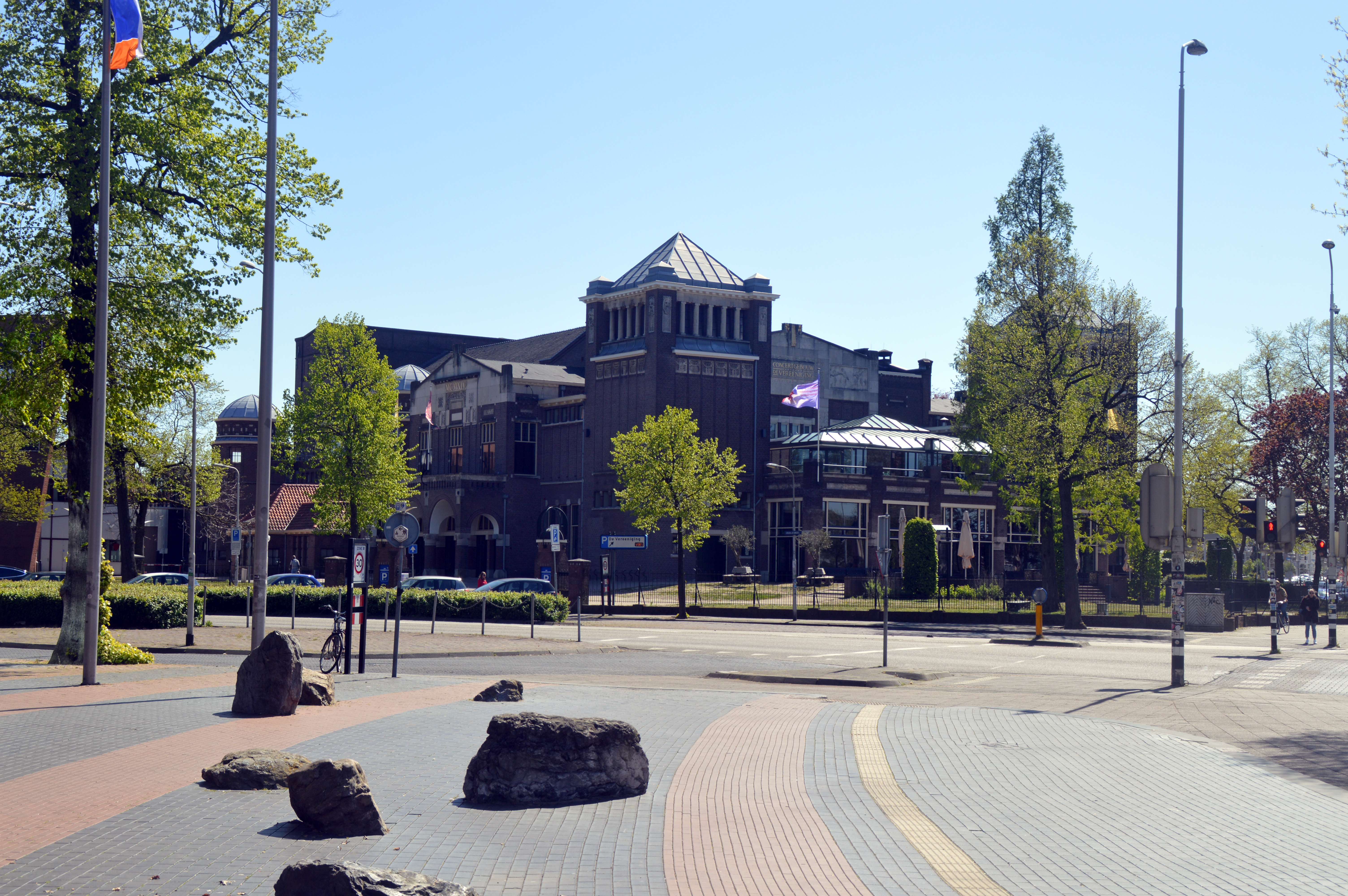
Salle de concert de Vereeniging.
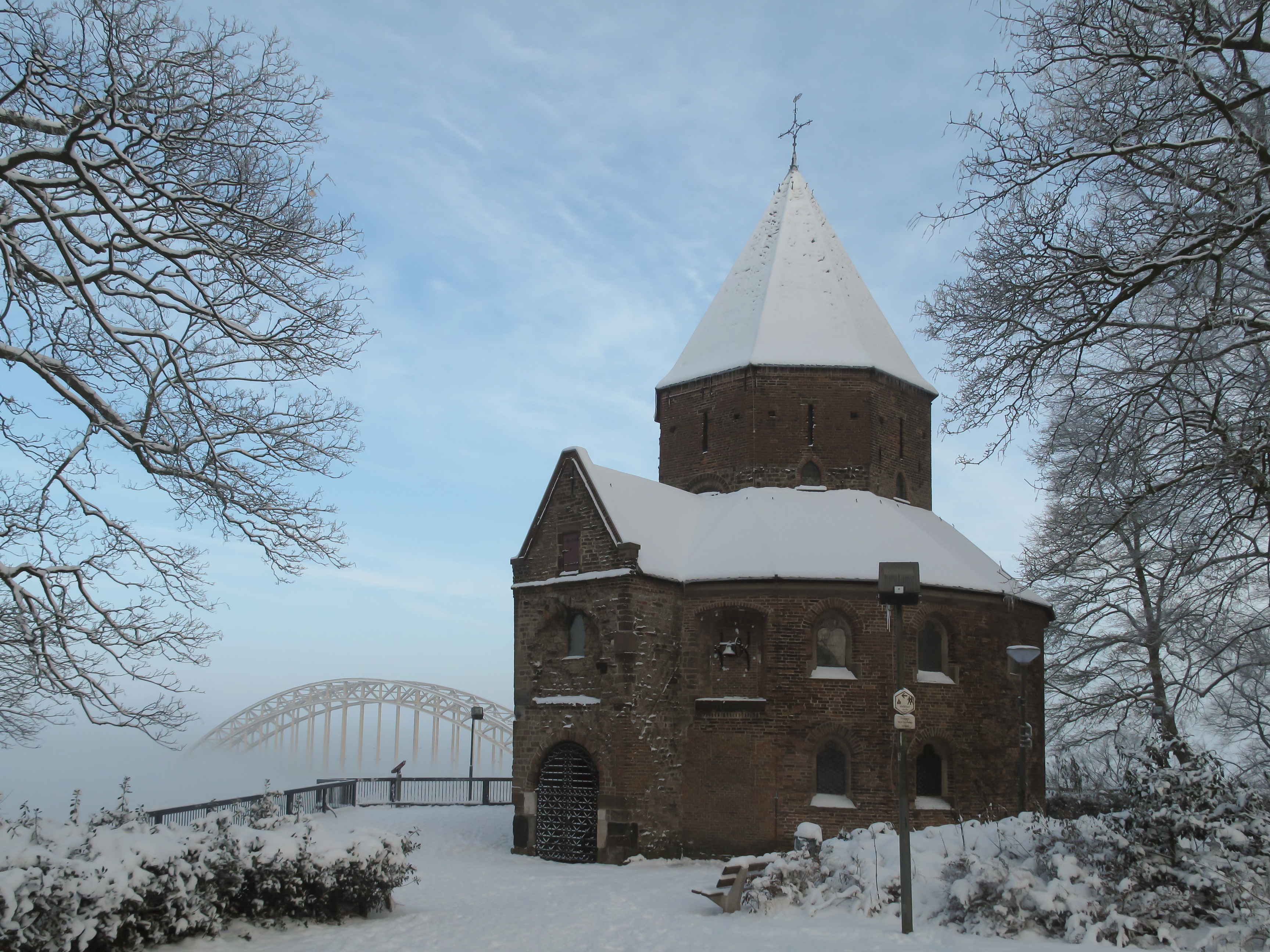
Chapelle, de Valkhofkapel.
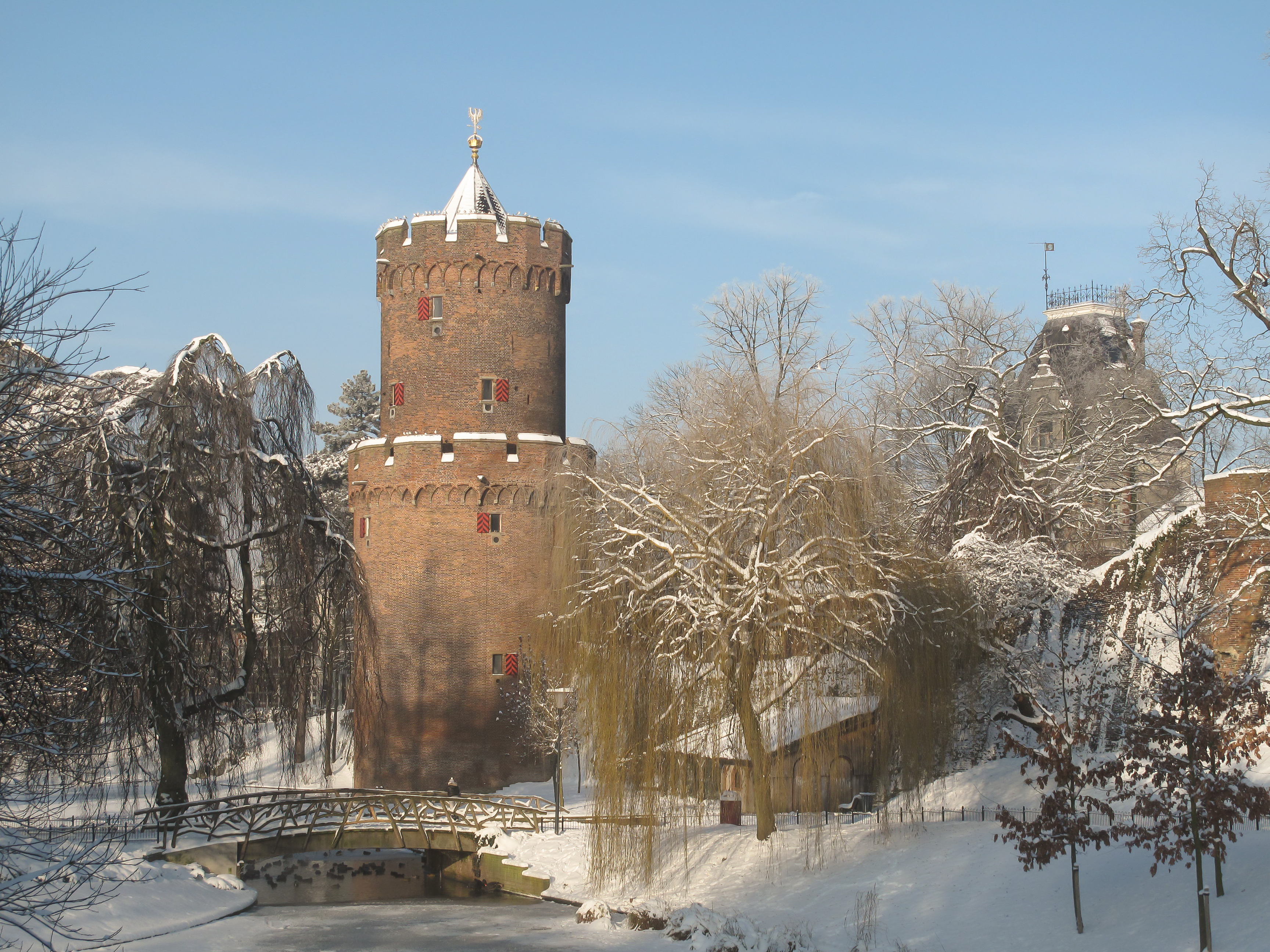
Tour de Kruittoren.

## Personnalités liées à la ville
- Saint Pierre Canisius (1521-1597) (ou Pieter d'Hondt), prêtre jésuite, théologien et Docteur de l'Église, auteur du petit Catéchisme
- Alex Van Halen et Edward Van Halen, batteur et guitariste du groupe Van Halen
- Empereur Henri VI de Hohenstaufen
- Frères de Limbourg (Gebroeders Van Limburg), fameux peintres médiévaux
- Saint Titus Brandsma (1881-1942), martyr, mort à Dachau, choisi par la population de la ville comme la plus grande personnalité de Nimègue.
- Jean Buys (1547-1611) (Jean Busée en français) prêtre jésuite et auteur spirituel (parent du saint Pierre Canisius)
- Antonius Schultingh (1659-1734), juriste et professeur d'université néerlandais
- Jean André Stedman (1778-1833), général hollandais du Premier Empire
- Jac. van Ginneken, prêtre jésuite, linguiste et professeur
- Robert Regout, prêtre jésuite, juriste, professeur, mort à Dachau
- Joris Ivens, cinéaste
- Frank Boeijen, auteur-compositeur-interprète
- Toine Heijmans, journaliste et écrivain né à Nimègue
- Anton van Duinkerken, écrivain, historien et professeur
- Dries van Agt, juriste, professeur et premier ministre
- Antonius Willems, peintre et sculpteur
- Nadja Hüpscher, actrice et écrivaine
- Princesse Margarita de Bourbon-Parme et son frère Jaime, enfants de la princesse Irene von Lippe-Biesterfeld (Maison d'Oranje-Nassau) et Prince Charles-Hugues de Bourbon-Parme
- Jan van Hoof, héros local et sauveur du pont Waalbrug en septembre 1944 (opération Market Garden)
- Edward Schillebeeckx, prêtre dominicain, théologien, professeur et écrivain
- Clan of Xymox, groupe musical électronique
- Esther Gerritsen, femme de lettres
- Paul Driessen, réalisateur de film d'animation
- Niña Weijers, journaliste et écrivaine.
- Jean Malouel ou Johann Maelwael, peintre du roi Philippe le Hardi de 1397 à 1415
- Arnoult de Nimègue, maitre verrier flamand de la Renaissance

## Jumelage
- Pskov (Russie)
- Masaya (Nicaragua)
- Albany (États-Unis)
- Gaziantep (Turquie)
- Suzhou (Chine)